# Анацуи, Эль
Эль Анацуи  (El Anatsui, 1944, Гана, живёт и работает в Нсукке, Нигерия) — современный африканский художник, известный благодаря «занавесям» из сплющенных алюминиевых крышек, банок и металлических предметов.

## Творчество
Анацуи заявил о себе как художник во время оживления художественных движений в Западной Африке после обретения независимости в 1960—1970-х. Он получил международное признание благодаря своей новаторской скульптуре.
Центральная тема творчества Анацуи — изменение африканской культуры благодаря мощному воздействию внешних сил. Его красивые и сложные работы представляют собой оригинальный синтез противоречивой истории африканского искусства с более современными влияниями. Опираясь на эстетические традиции родной Ганы и Нигерии, как и современные западные формы выражения, работы несут в себе культурную, социальную и экономическую историю западной Африки, затрагивают вопросы глобализации, потребительстваа, отходов и быстротечности человеческой жизни в Западной Африке и за её пределами. Во время одного из интервью с художником Анацуи рассказал, что его первым опытом в искусстве было рисование букв на доске.

## Медиа
На протяжении своей творческой карьеры Анацуи экспериментировал с различными материалами, включая дерево, керамику и краску. Позднее он сосредоточился на металлических объектах, сотни или даже тысячи которых соединялись вместе, чтобы создать впечатляющее произведение искусства.
Анацуи родился в Гане ], учился в Колледже искусств, который сейчас называется Университет науки и технологии Кваме Нкрума, с 1965 по 1969. После обучения в Гане преподает в Университете Нигерия-Нсукка (UNN) в Провинции Энугу.
Широко выставляется в Африке

## Персональные выставки
| - 2009 Process and Project, Музей африканского искусства, Лонг-Айленд - 2008 Earth Growing Roots, San Diego State University Art Gallery, Сан-Диего - 2008 Gawu, Национальный музей африканского искусства, Вашингтон - 2008 Jack Shainman Gallery, Нью-Йорк - 2007 Gawu, Fowler Museum at UCLA, Лос-Анджелес - 2007 Hood Museum of Art, Гановер - 2006 Asi, David Krut Projects, Нью-Йорк | - 2005 Danudo, Skoto Gallery, Нью-Йорк - 2005 GAWU, Samuel P. Harn Museum of Art, Gainesville - 2004 Gawu, Model Arts & Niland Gallery, Слайго - 2003 Oriel Mostyn Gallery, Глазго (Уэльс) - 2002 October Gallery, Лондон - 1998 A Scultped History of Africa, October Gallery, Лондон |

## Публичные коллекции
| - Центр Помпиду, Париж - Stiftung Museum Kunst Palast, Дюссельдорф - Ghana National Art Museum, Аккра - Setagaya Art Museum, Токио - Jordan National Gallery of Fine Arts, Амман - British Museum, Лондон - Akron Art Museum, Акрон, Огайо - The High Museum of Art, Атланта | - Samuel P. Harn Museum of Art, Gainesville - Hood Museum of Art, Гановер - University of Iowa Museum of Art, Айова-Сити - Fowler Museum at UCLA, Лос-Анджелес - Los Angeles County Museum of Art, Лос-Анджелес - The Metropolitan Museum of Art, Нью-Йорк - The de Young Museum, Сан-Франциско - National Museum of African Art, Вашингтон |